# Bamberg, Staatsbibliothek, Msc.Can.5
Die Handschrift Bamberg, Staatsbibliothek, Msc.Can.5 ist ein Kodex, der eine Abschrift der Collectio Anselmo dedicata enthält. Die Handschrift wurde im 10. Jahrhundert in Italien geschrieben und von Heinrich II. nach Bamberg gebracht, wo sie bis zur Säkularisation Teil der dortigen Dombibliothek war. Heute wird sie als Teil der Kaiser-Heinrich-Bibliothek in der Staatsbibliothek Bamberg verwahrt.

## Beschreibung

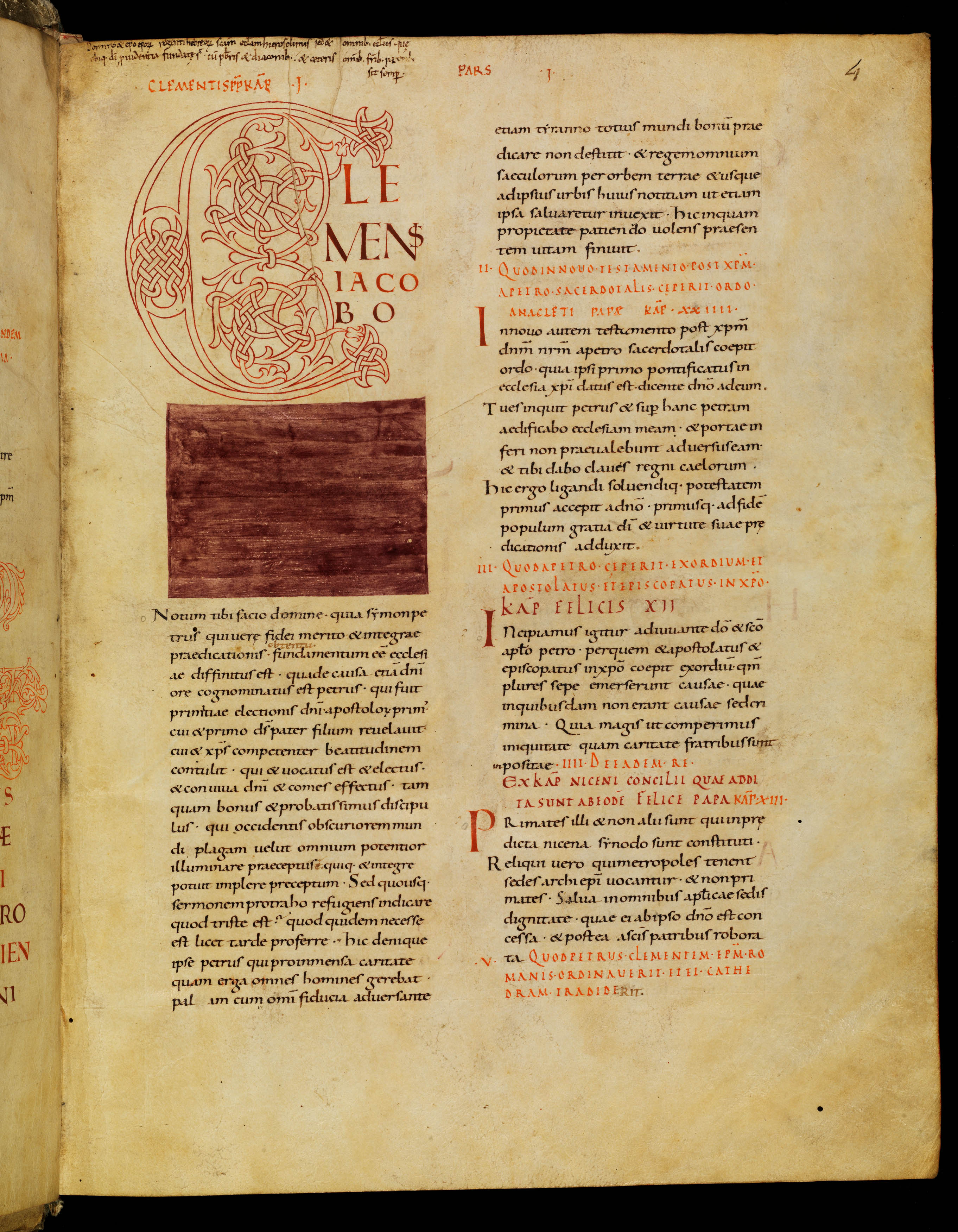
Bamberg, Staatsbibliothek, Msc.Can.5, fol. 4r: Beginn des Hauptteils der Collectio Anselmo dedicata.

Der Kodex misst 43 auf 33,5 cm und umfasst 266 Blatt Pergament, die mit je 44–45 Zeilen in zwei Spalten beschrieben sind. Der Einband stammt von 1611.
Die Schrift ist eine italienische Minuskel des späten 10. oder frühen 11. Jahrhunderts; Hoffmann unterscheidet drei Schreiber. Buch- und Kapitelanfänge der enthaltenen kanonischen Sammlung sind durch große Rankeninitialen (insgesamt 20), farbige Initialen, verschiedene Auszeichnungsschriften (Capitalis quadrata und Capitalis rustica) sowie farbige Schrift besonders markiert. Auf fol. 4r findet sich ein großer, nicht beschriebener Purpurstreifen.

## Herkunft
Der Kodex stammt sicher aus Norditalien, möglicherweise Mailand oder der Lombardei. Es ist anzunehmen, dass er von Heinrich II. nach Bamberg gebracht wurde und im Kontext der Gründung des Bistums Bamberg in die dortige Dombibliothek gelangte.

## Inhalt
Msc.Can.5 ist eine von sechs mittelalterlichen Abschriften der Collectio Anselmo dedicata, einer sehr umfangreichen kanonischen Sammlung, die Ende des 9. Jahrhunderts in oder nahe Mailand entstand.